# Frank Jerwood
Frederick Harold Jerwood, detto Frank (Keighley, 29 novembre 1885 – Leicester, 17 luglio 1971), è stato un canottiere britannico.
Ha vinto la medaglia di bronzo olimpica nel canottaggio alle Olimpiadi 1908 tenutesi a Londra, nella gara di Otto maschile con Eric Powell, Oswald Carver, Edward Williams, Henry Goldsmith, Harold Kitching, John Burn, Douglas Stuart e Richard Boyle, a pari merito con la squadra canadese.